# (241538) Tchoudniv
(241538) Tchoudniv (désignation internationale (241538) Chudniv) est un astéroïde de la ceinture principale.

## Description
(241538) Tchoudniv est un astéroïde de la ceinture principale. Il fut découvert le 10 mars 2010 à Androuchivka par l'Observatoire astronomique d'Androuchivka. Il présente une orbite caractérisée par un demi-grand axe de 2,76 UA, une excentricité de 0,12 et une inclinaison de 11,0° par rapport à l'écliptique.

## Compléments